# Cliff Nuttall
Cliff Nuttall, född 31 december 1940, är en friidrottare från Kanada. Han deltog vid olympiska sommarspelen 1964.